# Zeslandentoernooi 2014 (mannen)

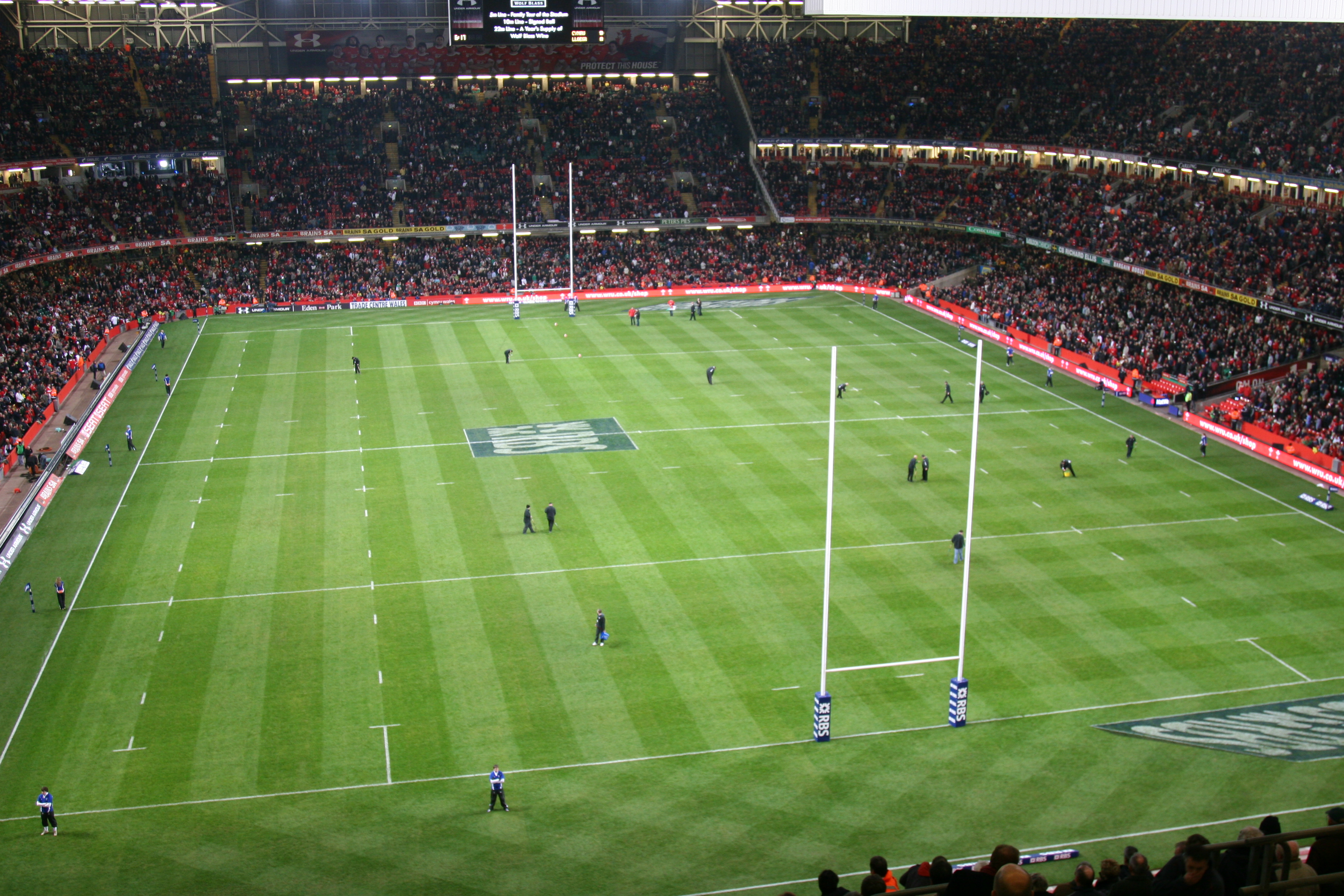
De wedstrijd Wales - Engeland voor het zeslandentoernooi 2010.

De vijftiende editie van het Zeslandentoernooi voor mannen van de Rugby Union werd gespeeld van 1 februari tot en met en 15 maart 2014 tussen de rugbyteams van Engeland, Frankrijk, Italië, Schotland, Wales en het Iers rugbyteam (het team dat zowel de Republiek Ierland als Noord-Ierland vertegenwoordigt in internationale wedstrijden). Ierland won het toernooi voor het eerst sinds 2009.

## Deelnemende landen
| Land      | Stadion             | Stad      | Coach                 | Aanvoerder                   |
| --------- | ------------------- | --------- | --------------------- | ---------------------------- |
| Engeland  | Twickenham          | Londen    | Stuart Lancaster      | Chris Robshaw                |
| Frankrijk | Stade de France     | Parijs    | Philippe Saint-André  | Pascal Papé                  |
| Ierland   | Aviva Stadium       | Dublin    | Joe Schmidt           | Paul O'Connell               |
| Italië    | Stadio Olimpico     | Rome      | Jacques Brunel        | Sergio Parisse               |
| Schotland | Murrayfield Stadium | Edinburgh | Scott Johnson interim | Kelly Brown                  |
| Wales     | Millennium Stadium  | Cardiff   | Warren Gatland        | Sam Warburton/Alun Wyn Jones |

## Stand
| Positie | Land      | Wedstrijden | Wedstrijden | Wedstrijden | Wedstrijden | Punten | Punten | Punten   | Punten | Tabel Punten |
| Positie | Land      | Gespeeld    | Gewonnen    | Gelijk      | Verloren    | Voor   | Tegen  | Verschil | Tries  | Tabel Punten |
| ------- | --------- | ----------- | ----------- | ----------- | ----------- | ------ | ------ | -------- | ------ | ------------ |
| 1       | Ierland   | 5           | 4           | 0           | 1           | 132    | 49     | +83      | 16     | 8            |
| 2       | Engeland  | 5           | 4           | 0           | 1           | 138    | 65     | +73      | 14     | 8            |
| 3       | Wales     | 5           | 3           | 0           | 2           | 122    | 79     | +43      | 11     | 6            |
| 4       | Frankrijk | 5           | 3           | 0           | 2           | 101    | 100    | +1       | 9      | 6            |
| 5       | Schotland | 5           | 1           | 0           | 4           | 47     | 138    | −91      | 4      | 2            |
| 6       | Italië    | 5           | 0           | 0           | 5           | 63     | 172    | −109     | 7      | 0            |

## Programma en uitslagen

### Week 1
| 1 februari 2014 14:30 | Wales | 23 – 15 | Italië | Millennium Stadium, Cardiff Toeschouwers: 66.974 Scheidsrechter: John Lacey |
| 1 februari 2014 14:30 |       |         |        | Millennium Stadium, Cardiff Toeschouwers: 66.974 Scheidsrechter: John Lacey |

| 1 februari 2014 18:00 | Frankrijk | 26 – 24 | Engeland | Stade de France, Parijs Toeschouwers: 78.763 Scheidsrechter: Nigel Owens |
| 1 februari 2014 18:00 |           |         |          | Stade de France, Parijs Toeschouwers: 78.763 Scheidsrechter: Nigel Owens |

| 2 februari 2014 15:00 | Ierland | 28 – 6 | Schotland | Aviva Stadium, Dublin Toeschouwers: 51.000 Scheidsrechter: Craig Joubert |
| 2 februari 2014 15:00 |         |        |           | Aviva Stadium, Dublin Toeschouwers: 51.000 Scheidsrechter: Craig Joubert |

### Week 2
| 8 februari 2014 14:30 | Ierland | 26 – 3 | Wales | Aviva Stadium, Dublin Toeschouwers: 51.045 Scheidsrechter: Wayne Barnes |
| 8 februari 2014 14:30 |         |        |       | Aviva Stadium, Dublin Toeschouwers: 51.045 Scheidsrechter: Wayne Barnes |

| 8 februari 2014 17:00 | Schotland | 0 – 20 | Engeland | Murrayfield Stadium, Edinburgh Toeschouwers: 67.144 Scheidsrechter: Jérôme Garcès |
| 8 februari 2014 17:00 |           |        |          | Murrayfield Stadium, Edinburgh Toeschouwers: 67.144 Scheidsrechter: Jérôme Garcès |

| 9 februari 2014 16:00 | Frankrijk | 30 – 10 | Italië | Stade de France, Parijs Toeschouwers: 68.000 Scheidsrechter: Jaco Peyper |
| 9 februari 2014 16:00 |           |         |        | Stade de France, Parijs Toeschouwers: 68.000 Scheidsrechter: Jaco Peyper |

### Week 3
| 21 februari 2014 20:00 | Wales | 27 – 6 | Frankrijk | Millennium Stadium, Cardiff Scheidsrechter: Alain Rolland |
| 21 februari 2014 20:00 |       |        |           | Millennium Stadium, Cardiff Scheidsrechter: Alain Rolland |

| 22 februari 2014 14:30 | Italië | 20 – 21 | Schotland | Stadio Olimpico, Rome Scheidsrechter: Steve Walsh |
| 22 februari 2014 14:30 |        |         |           | Stadio Olimpico, Rome Scheidsrechter: Steve Walsh |

| 22 februari 2014 16:00 | Engeland | 13 – 10 | Ierland | Twickenham Stadium, Londen Scheidsrechter: Craig Joubert |
| 22 februari 2014 16:00 |          |         |         | Twickenham Stadium, Londen Scheidsrechter: Craig Joubert |

### Week 4
| 8 maart 2014 14:30 | Ierland | 46 – 7 | Italië | Aviva Stadium, Dublin Scheidsrechter: Nigel Owens |
| 8 maart 2014 14:30 |         |        |        | Aviva Stadium, Dublin Scheidsrechter: Nigel Owens |

| 8 maart 2014 17:00 | Schotland | 17 – 19 | Frankrijk | Murrayfield Stadium, Edinburgh Scheidsrechter: Chris Pollock |
| 8 maart 2014 17:00 |           |         |           | Murrayfield Stadium, Edinburgh Scheidsrechter: Chris Pollock |

| 9 maart 2014 15:00 | Engeland | 29 – 18 | Wales | Twickenham Stadium, Londen Scheidsrechter: Romain Poite |
| 9 maart 2014 15:00 |          |         |       | Twickenham Stadium, Londen Scheidsrechter: Romain Poite |

### Week 5
| 15 maart 2014 13:30 | Italië | 11 – 52 | Engeland | Stadio Olimpico, Rome Scheidsrechter: Pascal Gaüzère |
| 15 maart 2014 13:30 |        |         |          | Stadio Olimpico, Rome Scheidsrechter: Pascal Gaüzère |

| 15 maart 2014 14:45 | Wales | 51 – 3 | Schotland | Millennium Stadium, Cardiff Scheidsrechter: Jérôme Garcès |
| 15 maart 2014 14:45 |       |        |           | Millennium Stadium, Cardiff Scheidsrechter: Jérôme Garcès |

| 15 maart 2014 18:00 | Frankrijk | 20 – 22 | Ierland | Stade de France, Parijs Scheidsrechter: Steve Walsh |
| 15 maart 2014 18:00 |           |         |         | Stade de France, Parijs Scheidsrechter: Steve Walsh |